# Undo It
«Undo It» —en español: «Deshacerlo»— es una canción escrita por Carrie Underwood, Kara DioGuardi, Marti Frederiksen, y Luke Laird. Se puso a disposición de los minoristas digitales el 27 de octubre de 2009 y fue lanzado como un sencillo oficial el 24 de mayo de 2010 La canción es el tercer sencillo del tercer álbum de estudio de Underwood, Play On.
Carrie Underwood presentó la canción en la final de American Idol 2010, así como en los CMT Music Awards de 2010. «Undo It» ha vendido 1 600 000 copias en Estados Unidos, convirtiéndose en la séptima canción más importante de su carrera. También fue su primera canción para posicionar fuera de Estados Unidos y Canadá, alcanzando el puesto número 85 en la lista Australian Music Chart.
«Undo It» ocupó el puesto número 29 de la lista de fin de año de Billboard Top Country Songs

## Contenido
Carrie Underwood dijo a The Boot que la idea de «Undo It» llegó accidentalmente. «The guys had their guitars and they were playing something kind of bluesy, and Kara's got such a great R&B sense about her» (En español: «Los chicos tenían sus guitarras y estaban jugando algo un poco de blues, y Kara tiene un gran R&B sobre ella»), Ella dijo. «Y empecé, Na, na, na-ing a lo que estaban tocando. Y ellos estaban como, ¿Qué pasa si ese era el gancho? Le dije: Oh, no lo sé? Y antes de que te dieras cuenta, teníamos 'Uh, uh, uh undo it. Quiero decir, ¿quién hubiera pensado? ¿Cómo se escribe que en un papel? Era algo que no se necesita tanto tiempo para escribir y es muy divertido para cantar en el escenario, y la gente de entrar en ella».

## Video musical
CMT se estrenó el video de «Undo It» en las 7 de mayo de 2010 El video muestra fotos de Carrie Underwood interpretando la canción en concierto junto con tomas de vídeo de fondo se reproduce durante la interpretación de la canción en el Play On Tour. El video fue dirigido por Chris Hicky.

## Rendimiento en las listas
«Undo It» debutó en el número 43 en la lista Billboard Hot Country Songs de Estados Unidos para la semana del 1 de mayo de 2010. La canción número uno para la semana del 7 de agosto de 2010, dando Carrie Underwood su décimo número uno en esta lista. La canción debutó en el número 86 en Estados Unidos. Billboard Hot 100 antes del lanzamiento de su álbum Play On, y volvió a entrar en la lista en el número 95 después de su lanzamiento como sencillo oficial. Después de realizar la canción en la final de American Idol, la canción subió a una nueva posición de número 25, convirtiéndose en el segundo sencillo más exitoso de Play On.Posteriormente, aumentó el número 23 después de su presentación en CMT Music Awards de 2010. La canción se convirtió en su undécimo hit Top 40 Hot 100. La canción volvió a entrar una vez más en el número 67 y permaneció allí durante cinco semanas más antes de que cayó fuera de la lista. En la semana del 27 de junio de 2011, «Undo It» entró en la lista Australian Singles Chart en el número 85, convirtiéndose en su primera entrada de la lista en su carrera.
Hasta el momento, 1,202,000 de copias de «Undo It» se vendieron en los Estados Unidos.
| Lista (2009-2011)                  | Mejor posición |
| ---------------------------------- | -------------- |
| Australia (ARIA)                   | 85             |
| Canadá (Canadian Hot 100)          | 43             |
| Estados Unidos (Billboard Hot 100) | 23             |
| Estados Unidos (Hot Country Songs) | 1              |
| Estados Unidos (Adult Top 40)      | 25             |

### Posición fin de año
| Listas (2010)                            | Posición |
| ---------------------------------------- | -------- |
| Estados Unidos Billboard Hot 100         | 88       |
| Estados Unidos Country Songs (Billboard) | 29       |

## Certificaciones
Como sencillo promocional (antes del lanzamiento de Play On):
Estados Unidos: 28,000
Como sencillo confirmado (después del lanzamiento de Play On):
Estados Unidos: 1,202,000
La canción ha sido oficialmente certificado Platino por la RIAA.

## Historial de lanzamientos
| País           | Fecha                 | Formato                     | Discográfica     |
| -------------- | --------------------- | --------------------------- | ---------------- |
| Estados Unidos | 27 de octubre de 2009 | Descarga de música          | Arista Nashville |
| Canadá         | 27 de octubre de 2009 | Descarga de música          | Sony Music       |
| Estados Unidos | 24 de mayo de 2010    | Airplay                     | Arista Nashville |
| Canadá         | 24 de mayo de 2010    | Airplay                     | Sony Music       |
| Reino Unido    | 25 de mayo de 2010    | Airplay                     | Sony Music       |
| Australia      | 10 de junio de 2011   | Descarga de música, airplay | Sony Music       |
| Nueva Zelanda  | 10 de junio de 2011   | Descarga de música, airplay | Sony Music       |